# Chester Thompson

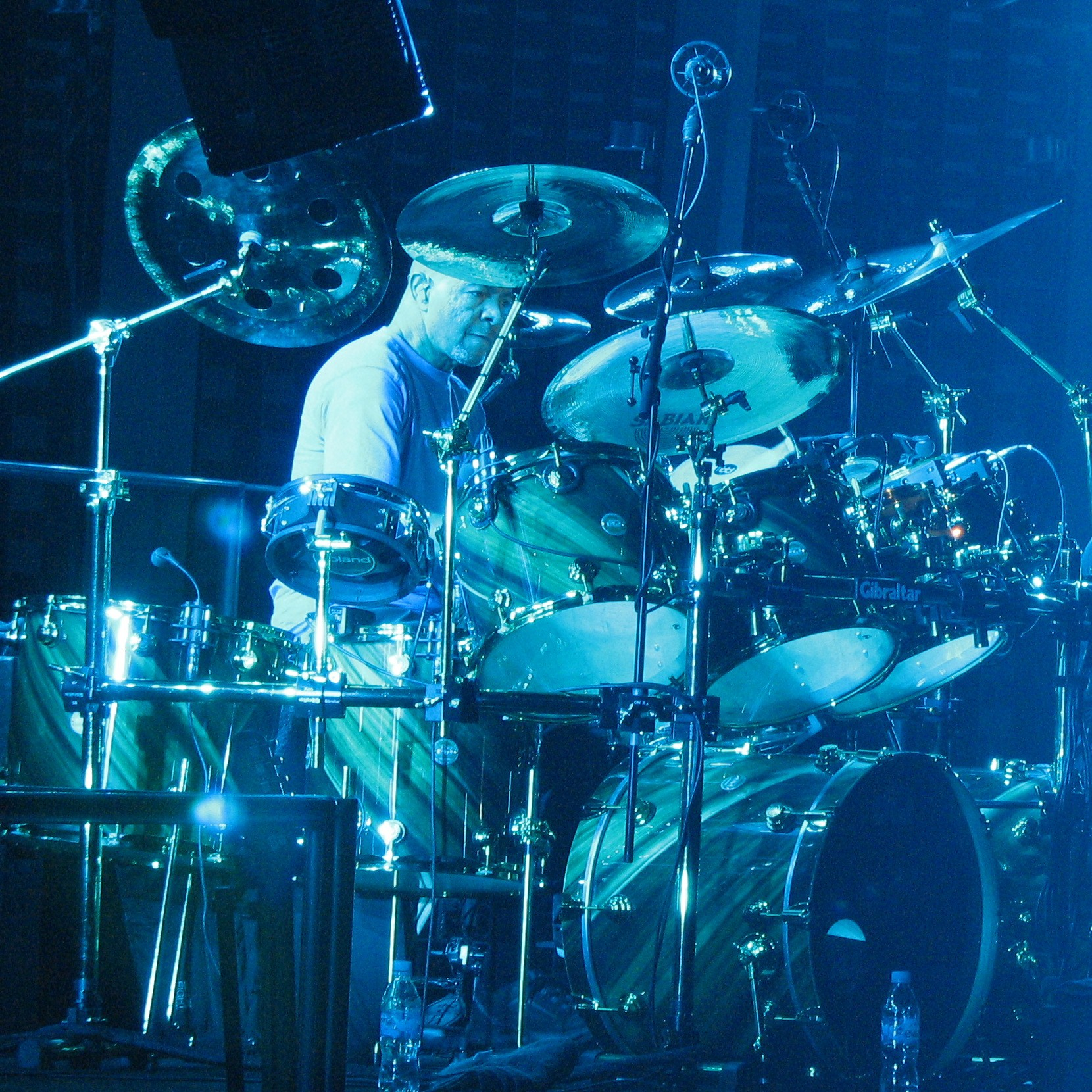
Chester tocando con Genesis durante la gira Turn It On Again Tour (2007).

Chester Cortez Thompson (Baltimore, Maryland, 11 de diciembre de 1948) músico estadounidense, quien saltó a la fama tocando tanto en giras como álbumes de estudio de Frank Zappa y Weather Report. Intervino en álbumes de Zappa como Roxy & Elsewhere o One Size Fits All. Desde 1977 estuvo con el grupo Genesis, tocando en sus conciertos de 1978, 1980, 1981, 1982, 1983/4, 1986/7, 1992 y fue nuevamente llamado para actuar en el 2007 Turn It On Again Tour, del que resultó el álbum Live Over Europe 2007.
Chester participó en sus álbumes en directo de Seconds Out, Three Sides Live y The Way We Walk 1 y 2. Thompson continuó trabajando con Phil Collins en sus conciertos en solitario Hello I must be going tour (de 1982/83), No Jacket Required tour (1985), But Seriously tour (1990), The Tarzan Première tour (1999) y The Final Farewell tour (2004/05). Chester aparece en el Serious Hits... Live! de Phil collins en versiones de CD y DVD, y ha lanzado un álbum en solitario: A Joyful Noise.
Chester Thompson participó en el álbum de Steve Hackett, Genesis revisited. Aparece también en el Tokyo Tapes de 1998 con Steve Hackett y John Wetton, entre otros. 
Desde 1998 enseña batería en la Belmont University.
En 1991 publicó un álbum solista: A Joyful Noise.